# Emiliano Lezcano
Emiliano Lezcano (Tafí Viejo, Tucumán, 2 de mayo de 2001) es un basquetbolista argentino que juega en la posición de base. Actualmente integra el plantel de Ferro de la Liga Nacional de Básquet de Argentina.

## Trayectoria
Surgido de las divisiones formativas de Talleres de Tafí Viejo, en 2016 pasó a Estudiantes de Tucumán, donde comenzaría a jugar con el equipo superior del club.
A comienzos de 2019 fue reclutado por Ameghino de Villa María, que el 8 de abril de ese año le dio la oportunidad de hacer su debut en La Liga Argentina en un partido ante CAO Ceres.
En enero de 2021 se reincorporó a Estudiantes de Tucumán, que ya militaba en La Liga Argentina. Sin embargo sólo estuvo un semestre allí, ya que Ameghino de Villa María solicitó su regreso en julio de 2021 para integrarlo a un plantel que se destacaba por su talento joven. Durante los siguientes dos años, Lezcano evolucionó en su juego en La Liga Argentina, lo que le permitió llegar a la Liga Nacional de Básquet en julio de 2023 con una oferta de Ferro.
Jugó en la temporada 2024 de la Superliga Profesional de Baloncesto de Venezuela con el equipo Toros de Aragua, destacándose por sus estadísticas de asistencias, robos y bloqueos.
El 12 de junio de 2025 su nombre saturó la prensa argentina ya que, la noche anterior, había anotado un agónico tiro de tres puntos desde el otro extremo de la cancha que le dio la victoria a Ferro ante Boca Juniors por un partido de playoffs de la LNB.